# Schoeniclus
Schoeniclus – rodzaj ptaków z rodziny trznadli (Emberizidae).

## Zasięg występowania
Rodzaj obejmuje gatunki występujące w Eurazji oraz w Maroku.

## Morfologia
Długość ciała 12–17 cm; masa ciała 10–33 g.

## Systematyka

### Etymologia
Schoeniclus: epitet gatunkowy Fringilla schoeniclus Linnaeus, 1758; gr. σχοινικλος skhoiniklos ‘mały, występujący nad wodą ptak’, różnie identyfikowany, wspomniany przez Arystotelesa.

### Podział systematyczny
Do rodzaju należą następujące gatunki:
- Schoeniclus siemsseni (G.H. Martens, 1906) – trznadel chiński
- Schoeniclus elegans (Temminck, 1836) – trznadel żółtogardły
- Schoeniclus yessoensis (Swinhoe, 1874) – trznadel mandżurski
- Schoeniclus pallasi (Cabanis, 1851) – potrzos popielaty
- Schoeniclus schoeniclus (Linnaeus, 1758) – potrzos zwyczajny
- Schoeniclus rutilus (Pallas, 1776) – trznadel rudy
- Schoeniclus aureolus (Pallas, 1773) – trznadel złotawy
- Schoeniclus rusticus (Pallas, 1776) – trznadel czubaty
- Schoeniclus pusillus (Pallas, 1776) – trznadelek
- Schoeniclus spodocephala (Pallas, 1776) – trznadel szarogłowy
- Schoeniclus sulphuratus (Temminck & Schlegel, 1848) – trznadel żółty
- Schoeniclus chrysophrys (Pallas, 1776) – trznadel złotobrewy
- Schoeniclus variabilis (Temminck, 1836) – trznadel szary
- Schoeniclus tristrami (Swinhoe, 1870) – trznadel amurski